# 第四管區海上保安本部

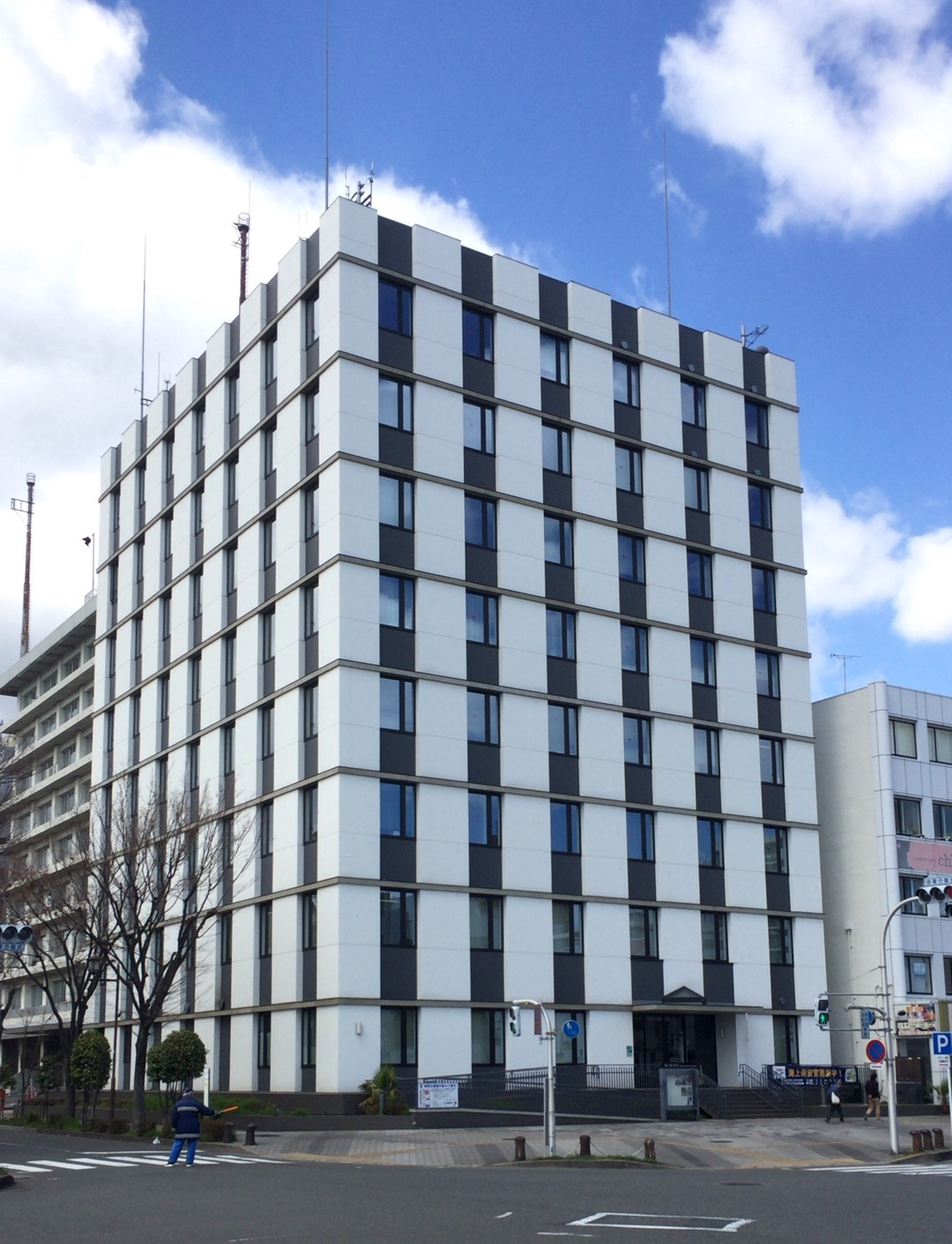
第四管區海上保安本部（名古屋港灣合同廳舍）

第四管區海上保安本部（英語：4th Regional Coast Guard Headquarters，簡稱四管或四管本部），為日本海上保安廳管區海上保安本部隸下之一地區海上保安本部，主要管轄日本東海和中部地方之太平洋地區，涵蓋岐阜縣、愛知縣和三重縣等之範圍，
四管本部位於愛知縣名古屋市港區入船地區，屬下有海上保安部4所、海上保安署2所、分室1所、海上保安航空基地1所、海上交通中心2所、情報通信管理中心1所等。

## 概要
負責監視伊勢湾以及熊野灘航行之船舶以確保其安全、執行伊勢灣内聯合企業群與中部國際機場之警備服務與災害防除服務，以及在名古屋港區攔截麻醉药品與手枪等之非法走私物品。
名古屋海上保安部配備有瑞穗級巡視船PLH21「みずほ」（瑞穗）號，因而有機會在东南亚諸國發生海盜案件或东帝汶等國發生政變之時能進行海外軍事派遣活動。

## 關連年表
1948年
- 4月27日 - 公布海上保安廳法。
- 5月1日 - 施行海上保安廳法・設立海上保安廳。設置名古屋海上保安本部。

1950年
- 6月 - 改稱第四管區海上保安本部。

2008年
- 10月1日 - 設置中部國際機場海上保安航空基地（統合常滑海上保安署）以及廢止伊勢航空基地。

## 組織
- 第四管區海上保安本部（〒455-8528 愛知縣名古屋市港區入船2-3-12；名古屋港灣合同廳舎別館）
  - 名古屋海上保安部（〒455-0032 愛知縣名古屋市港區入船2-3-12；名古屋港灣合同廳舎別館）
    - 衣浦海上保安署（〒475-0831 愛知縣半田市11號地2）
    - 三河海上保安署（〒441-8075 愛知縣豐橋市神野ふ頭町3-11）

  - 四日市海上保安部（〒510-0051 三重縣四日市市市千歳町5-1）
  - 尾鷲海上保安部（〒519-3612 三重縣尾鷲市市林町1-29）
  - 鳥羽海上保安部（〒517-0011 三重縣鳥羽市鳥羽1-2383-28）
    - 濱島分室（〒517-0404 三重縣志摩市濱島町濱島1161番地6）

  - 中部國際機場海上保安航空基地（〒479-0881 愛知縣常滑市セントレア1-2）
  - 名古屋港海上交通中心（〒455-0848 愛知縣名古屋市港區金城ふ頭3-1）
  - 伊勢湾海上交通中心（〒441-3624 愛知縣田原市伊良湖町古山2814-38）
  - 第四管區情報通信管理中心（〒455-8528 愛知縣名古屋市港區港區入船2-3-12；名古屋港灣合同廳舎別館）

### 歷任本部長
| 任次 | 姓名    | 任期   | 前職 | 後職 | 備註              |
| ---- | ------- | ------ | ---- | ---- | ----------------- |
| 現任 | 一藁 勝 | 2011年 |      |      | (Ichiwara Masaru) |

## 主要擁有之船艇・飛機

### 巡視船・巡視艇
四管總計擁有25艘巡視船、巡視艇及各式船艇、噸位由5噸至3100噸不等。
所有巡視船裝置動態定位系統，可以準確在海上定位。

#### 第四管區海上保安本部
停泊於名古屋港基地。
- PC76 まきぐも（巻雲，Makigumo） 巡視艇
- HS25 いせしお（伊勢潮，Iseshio，30噸） 測量船

#### 名古屋海上保安部
停泊港為名古屋港基地，計有6艘。
- PLH21 みずほ（瑞穗，Miruho；5259噸，瑞穗型） 巡視船（註：原屬橫濱第三管區海上保安本部（第3管區），後由名古屋第四管區海上保安本部（第4管區）調往舞鶴第八管區海上保安本部（第8管區））
  - 搭載MH618型艦載直升機[6]
- FM04 しらいと（白系，Shiraido） 巡視艇
- PC79 しまなみ（島波，Shimanami） 巡視艇
- CL15 みやかぜ（宮風，Miyakaze） 巡視艇[6]
- CL38 しゃちかぜ（鯱鉾＋風，Shiyagikaze） 巡視艇
- CL140 ひだかぜ（飛騨＋風，Hidakaze） 巡視艇
- SS60 さあぺんす（Saabensu） 監視取締艇

##### 衣浦海上保安署
- CL28 きぬかぜ（衣浦+風，Kinukaze） 巡視艇

##### 三河海上保安署
- CL32 ひめかぜ（姫+風，Himekaze） 巡視艇

#### 四日市海上保安部
- FL02 しようりゆう（Shiyouliyuu， 200噸， 28m） 巡視船
- CL160 いせぎく（Shisegi， 25噸， 20m） 巡視艇
- CL93 さるびあ（Sarubia， 26噸， 20m） 巡視艇
- SS32 べてるぎうす（Bederugiusu， 5噸， 6m） 監視取締艇

#### 尾鷲海上保安部
- PL68 すずか（涼風，Suzuka，1300噸，三井造船）[7][8]巡視船
- CL116 みえかぜ（Miekaze，26噸，20m） 巡視艇[9]

#### 鳥羽海上保安部
- PM28 いすず（Isuzu， 56.0m） 巡視船
- PC17 しののめ（Shinonome， 35m） 巡視艇
- PC216 いせゆき（Shiseyuki， 30m） 巡視艇
- PC76 まきぐも（Makegumo， 26m） 巡視艇
- SS61 しりうす（Shiliusu） 監視取締艇 [10]
- LS219 とりひかり（Tolihikali， 17.5m） 燈塔巡邏船

##### 濱島分室
停泊於濱島港基地，計有1艘。
- CL39 いせかぜ（Shisekaze， 29m） 巡視艇

#### 中部國際機場海上保安航空基地
- CL92 はるかぜ（春風，Harukaze） 巡視艇

### 航機
第十一管區共管有直昇機6架，全部停駐於中部國際機場海上保安航空基地。

#### 中部國際機場海上保安航空基地所屬
- Bell 212
  - かみたか1號（MH562，JA9562）
  - かみたか2號（MH566，JA9566）
  - かみたか3號（MH607，JA9607）
  - かみたか4號（MH684，JA9684）
  - シーボーイ1號（MH618，JA9618）
    - PLH21（瑞穗）巡視船之搭載機

  - シーボーイ2號（MH561，JA9561）

## 關連項目
- 海猿

## 外部文獻參考連結
- 第四管区海上保安本部 （页面存档备份，存于） （日語）
  - 名古屋海上保安部 （页面存档备份，存于） （日語）
  - 四日市海上保安部 （页面存档备份，存于） （日語）
  - 尾鷲海上保安部 （页面存档备份，存于） （日語）
  - 鳥羽海上保安部 （页面存档备份，存于） （日語）